# وليمسون موراي
وليمسون موراي (بالإنجليزية: Williamson Murray)‏ هو مؤرخ أمريكي، ولد في 1941.